# Qualificazioni al campionato mondiale di calcio 2014 - CAF - Seconda fase, gruppo G

## Classifica
| Squadre   | P.ti | G | V | N | P | GF | GS | DR |
| --------- | ---- | - | - | - | - | -- | -- | -- |
| Egitto    | 18   | 6 | 6 | 0 | 0 | 16 | 7  | +9 |
| Guinea    | 10   | 6 | 3 | 1 | 2 | 13 | 8  | +5 |
| Mozambico | 3    | 6 | 0 | 3 | 3 | 2  | 10 | -8 |
| Zimbabwe  | 2    | 6 | 0 | 2 | 4 | 4  | 10 | -6 |

## Risultati
| Arbitro: | Sylvester Kirwa |

|                         |           |  |
| Fathallah 55’ Zidan 62’ | Marcatori |  |

| Arbitro: | Rajindraparsad Seechurn |

|  |           |            |
|  | Marcatori | 27’ Traoré |

| Maputo 10 giugno 2012, ore 15:00 UTC+2 | Mozambico    | 0 – 0 referto | Zimbabwe | Estádio do Zimpeto (26.000 spett.)\| Arbitro: \| Ali Kalyango \| |
| Arbitro:                               | Ali Kalyango |               |          |                                                                  |

| Arbitro: | Néant Alioum |

|                                   |           |                                        |
| A. Camara 20’ (rig.) Bangoura 88’ | Marcatori | 58’, 66’ (rig.) Aboutreika 90+3’ Salah |

| Maputo 24 marzo 2013, ore 15:00 UTC+2 | Mozambico        | 0 – 0 referto | Guinea | Estádio do Zimpeto (25.000 spett.)\| Arbitro: \| El Fadil Mohamed \| |
| Arbitro:                              | El Fadil Mohamed |               |        |                                                                      |

| Arbitro: | Badara Diatta |

|                                    |           |            |
| Abd Rabo 64’ Aboutreika 88’ (rig.) | Marcatori | 74’ Musona |

| Arbitro: | Bakary Gassama |

|                        |           |                                   |
| Musona 21’ Zvasiya 81’ | Marcatori | 5’ Aboutreika 40’, 76’, 83’ Salah |

| Arbitro: | Kouamé N'Dri |

|                                                               |           |               |
| Yattara 15’, 90’ Diallo 33’, 45’ (rig.) Traoré 76’ Diarra 81’ | Marcatori | 44’ Domingues |

| Arbitro: | Janny Sikazwe |

|  |           |           |
|  | Marcatori | 40’ Salah |

| Arbitro: | Hamada Nampiandraza |

|             |           |  |
| Yattara 37’ | Marcatori |  |

| Arbitro: | Mahamadou Keita |

|             |           |             |
| Mambare 42’ | Marcatori | 69’ Maninho |

| Arbitro: | Tessema Bamlak |

|                                                    |           |                             |
| Ghaly 38’ Aboutreika 51’ (rig.) Salah 83’ Zaki 87’ | Marcatori | 4’ (aut.) El-Abd 57’ Soumah |